# Église Saint-Pierre-et-Saint-Paul de Saint-Paul-Lizonne
Pour les articles homonymes, voir église Saint-Pierre-et-Saint-Paul.
L'église Saint-Pierre-et-Saint-Paul de Saint-Paul-Lizonne est une église catholique située à Saint-Paul-Lizonne, dans le département français de Dordogne. 

## Historique et description
L'église est construite au XIIe siècle. Sa grande nef, ajoutée au XVIIe siècle (vers 1689), est surmontée d'un plafond en lambris de dimensions 11 × 16 m, légèrement voûté sur les bords et peint par Arnaud Paradol, entre 1682 et 1689. Il comporte une peinture centrale qui représente le ravissement de saint Paul, la Trinité avec le Christ appuyé sur sa croix, ainsi que la Vierge Marie, des anges et des saints. Les quatre Évangélistes sont représentés de part et d'autre de la peinture centrale, entourés de nuages et d'arabesques. Ce plafond est inspiré de l'œuvre Le Ravissement de saint Paul de Nicolas Poussin. En 2016, le plafond de l'église reçoit le prix Pèlerin des médias, décerné par l'hebdomadaire Pèlerin.
Les portraits de saint Pierre et de saint Paul ont également été peints au XVIIe siècle sur les deux portes de la sacristie.
Le chœur de l'église est de style roman. Deux chapelles sont situées de part et d'autre de l'autel principal. L'abside est surmontée d'une tour défensive.
L'église Saint-Pierre-et-Saint-Paul est d'abord inscrite au titre des monuments historiques par arrêté du 6 décembre 1948, puis est classée par arrêté du 4 décembre 2018.